# هولي ليو
هولي ليو (بالإنجليزية: Holly Liu)‏ هي مطورة ألعاب فيديو ‏ أمريكية، ولدت في القرن العشرين.